# リンゴ・スター
リチャード・スターキー（Sir Richard Starkey、MBE、1940年7月7日 - ）は、リンゴ・スター（Ringo Starr）の名で知られるイギリス出身のシンガーソングライター、俳優。1960年代にロックバンド、ビートルズのメンバーとして主にドラムを担当し、ほかのメンバー、ジョン・レノン、ポール・マッカートニー、ジョージ・ハリスンと共に活躍した。1970年のビートルズ解散後はソロ活動を通じて多くのヒット曲を制作した。1965年にMBE・大英帝国第5級勲位を受賞、2018年に音楽への貢献などを理由にナイトの称号を授与された。

## 人物
元ビートルズのメンバーだが、4人の内スターだけはクオリーメン時代からのオリジナルメンバーではない。左利きだが右利き用のドラムセットを用いる。
ビートルズでは「ウィズ・ア・リトル・ヘルプ・フロム・マイ・フレンズ」「グッド・ナイト」「イエロー・サブマリン」などリンゴがリードボーカルを務めた楽曲もある。ソロでの代表曲には「明日への願い」「バック・オフ・ブーガルー」「想い出のフォトグラフ」「ユア・シックスティーン」「オー・マイ・マイ」「オンリー・ユー」など8曲の全米トップ10ヒットがある。
スターの活動は評価され、1999年、モダン・ドラマーの殿堂入りを果たした。 2011 年、ローリングストーン誌は彼を史上5番目に偉大なドラマーにあげた。 彼は、1988年にビートルズとして、2015年にソロ アーティストとして、ロックの殿堂入りを2回果たした。2020年、彼は世界で最も裕福なドラマーとして引用され、純資産は3億5000万ドルであった。『レコード・コレクターズ』の「20世紀のベスト・ドラマー100」では2位にランクしている。1989年以来、リンゴ・スター&ヒズ・オールスター・バンドでツアーを行っている。
現在の妻は映画『007/私を愛したスパイ』のボンドガールとして知られる女優のバーバラ・バック、ドラマーのザック・スターキーは長男で、ザックの娘ターシャ・スターキーはベーシストとして活動している。

## 経歴

### 生い立ち
マージーサイド州リヴァプールのディングルにあるロイヤル・リヴァプール小児病院で、1940年7月7日に誕生。父はリチャード・スターキー（1913-1981）、母はエルシー・グリーブ（1914-1987）で、兄弟はいない。労働者階級の慣習に倣い、父の名を与えられる。母はスウィングのファンで、スターの誕生前から夫とのダンスを楽しむ人物であった。一方で父は育児に関して妻と対立し、次第にスターに対する興味を失った。1944年に一家は生活費削減のため市内の別地区に引っ越すが、スターが3歳の時に両親が離婚する。母子家庭という環境で育ったため、スターは「『父との思い出』と呼べるものは何もない」と述べている。
スターはイングランド国教会系のセント・サイラス小学校に入学し、友人から「ラザロ」と呼ばれた。一方で6歳の時に虫垂炎を発症し、術後に患った腹膜炎により数日間昏睡する。治療のため1年以上休学し、1948年に復学したスターは8歳の時点で文字が読めず、同級生との学力差に悩んだ。結果的に登校拒否を起こし、母親の許可を得て小学校から離れた。代わりに家庭教師となった隣人の女性マリー・マグワイア・クロフォードから数年間にわたり週2回の指導を受けた。やがて学力は同級生のそれと遜色ないものになった。進学したディングル・ベール中等学校では芸術や演劇、機械に強い興味を示したが、1953年に結核を患ったため2年間の入院生活を強いられることになった。欠席多数によりスターはグラマースクールへの入学資格を失ってしまったが、入院中に医師から紹介されたドラムに出会い、院内のバンドに加入した。以来、スターはドラム以外の楽器に関心を示さなくなっていったという。ドラム・セットを手に入れたスターは復学せず、昼は工場で働き、夜はダンス・パーティーなどでドラムを演奏するという生活を始めた。また1954年に母が再婚したハリー・グレイブス（1914-1994）はスターと良好な関係を築き、音楽活動の理解者となった。
退院したスターは、ドラマーとして活動する夜間を除き肉体労働者として働いた。最初に就職したイギリス国鉄からは、身体検査に合格できなかったため僅かな期間を経て解雇され、失業保険を受給しながら生活した。続いてリヴァプール近郊を結ぶ内航船で給仕係として働いたが、イギリス海軍の徴兵対象となることを恐れ退職し、最終的に義父が紹介したヘンリー・ハント・アンド・サンで機械工として勤務し始めた。ここで出会った同僚の影響でスキッフルに熱中し、休憩時間に仲間と演奏を楽しんだ。1957年、スターは工場の同僚と共にエディ・マイルズ・バンドを結成、後にメンバーの増員を経てエディ・クレイトン・アンド・ザ・クレイトン・スクエアズと改称した。この頃、義父はスターに手製のドラムキットを贈っている。1959年にスターはロリー・ストーム&ザ・ハリケーンズに加入する。スターは未だに工場で働いていたが、バンドがウェールズで3ヶ月間に及ぶ出演契約を結ぶと退職した。この頃からスターの経済事情はようやく安定した。1960年、フランス公演を経て西ドイツのハンブルクへ出発。10月1日、同地でドラマーを求めていたビートルズに代役として参加、以後帰国までに数回共演し、10月15日にはビートルズ初のスタジオ録音に参加した。後に同僚となるジョージ・ハリスンは「出逢ったころのリンゴは僕らよりも収入が多くて、僕らよりも早く車を買って乗り回していた」と述べている。
ロリー・ストーム＆ハリケーンズ在籍中、スターは両手にいくつもの指輪を付けていたのでリングズ（Rings）と呼ばれていた。リンゴ・キッドに憧れていたスターはリンゴ（Ringo）・スターキーと名乗り始め、やがて正式にリンゴ・スターと改名した。一方、楽曲の作者の名義にはリチャード・スターキーの氏名を用いた。

### ビートルズ時代

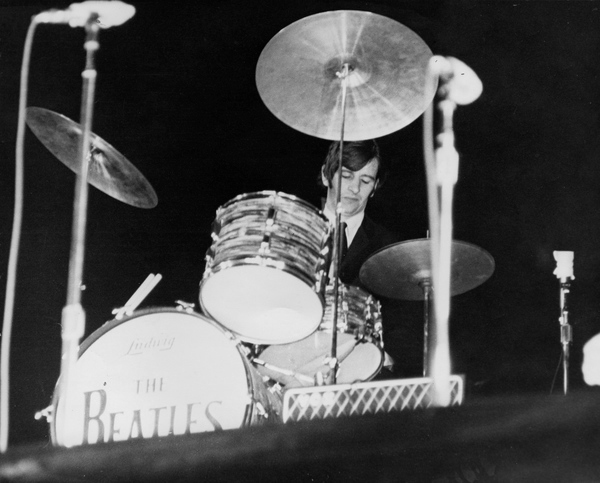
ゲイター・ボウル・スタジアムで演奏するリンゴ・スター（1964年）

1962年、スターはハリケーンズを脱退し、トニー・シェリダンのバンドに一時期参加した後、リヴァプールに戻ってバトリンズのドラマーとして活動していた。1962年8月14日、ジョン・レノンによる勧誘を受諾し、レコード発売を控えたビートルズへの加入が内定する。当時ビートルズのドラマーだったピート・ベストが8月16日に解雇されたのち、スターは8月18日にビートルズに正式加入した。10月5日にビートルズの一員としてEMIパーロフォンからレコード・デビューした。デビュー・アルバム『プリーズ・プリーズ・ミー』では「ボーイズ」、次作『ウィズ・ザ・ビートルズ』では「アイ・ウォナ・ビー・ユア・マン」のリードボーカルを担当する。一方で作詞作曲、リードボーカルは概ねレノン=マッカートニーが担当しており、ドラムを除きスターの音楽的貢献はバンド内では最も小さかったと言える。
ビートルズは1963年以降イギリスだけでなくヨーロッパ各国で大成功を収め、1964年に進出したアメリカ合衆国ではエド・サリヴァン・ショー出演を通じて空前の人気を獲得した。スターもビートルズの一員として、世界中で公演活動やテレビ出演、映画撮影、取材対応などをこなす多忙を極める生活を送った。映画『ビートルズがやって来るヤァ!ヤァ!ヤァ!』では主役を演じるなど、俳優としても評価された。1964年6月3日、ビートルズがオランダ、香港、オーストラリアなどを巡る世界ツアーに発つ前日、スターは咽頭炎と扁桃炎を患ってスタジオで倒れて緊急入院した。11日に退院してオーストラリアでビートルズに合流してメルボルン公演で復帰するまで、彼はツアーを13日間休演し、ジミー・ニコルが彼の代役を務めた。アルバム『ビートルズ・フォー・セール』では「ハニー・ドント」でリードボーカルを担当する。また初めて作詞作曲およびリードボーカルを担当した「ドント・パス・ミー・バイ」を同年に完成させるが、発売は見送られた。

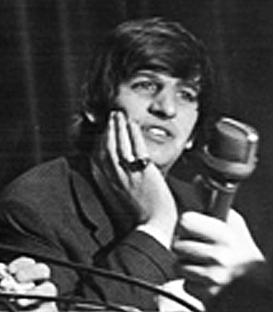
1964年のリンゴ・スター

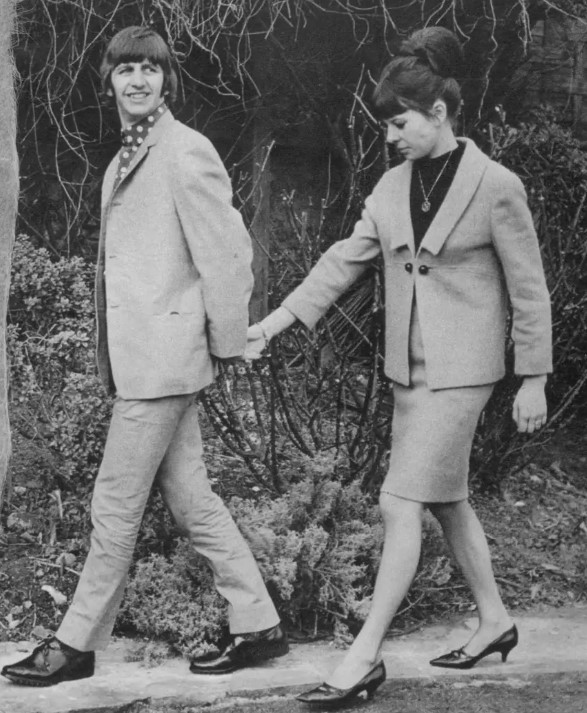
1965年2月にモーリン・コックスと結婚した。

1965年2月にモーリン・コックスと結婚し、同年9月13日に長男ザック・スターキーが誕生した。同年、ビートルズのメンバーとしてMBE・大英帝国第5級勲位を授与される。同年のアルバム『ヘルプ!』では「アクト・ナチュラリー」、『ラバー・ソウル』では「消えた恋」のリードボーカルを担当した。一方で、連日仕事に忙殺される中で彼の肉体的・精神的負担は凄まじいものとなっていた。またレノン達3人が自分を除いて作曲作業を進めていく、自分はリードボーカルを殆ど任されない、などの不満を感じていたという。
1966年4月に完成した『リボルバー』で「イエロー・サブマリン」のリードボーカルを担当。6月29日から7月3日にかけて、初の日本公演のため東京に滞在した。8月29日、サンフランシスコ公演を以てビートルズの公演活動が終了すると、スペイン旅行に出かけるなど長期休暇の大半を家族との時間に充てた。
1967年のアルバム『サージェント・ペパーズ・ロンリー・ハーツ・クラブ・バンド』では「ウィズ・ア・リトル・ヘルプ・フロム・マイ・フレンズ」のリードボーカルを担当する。続いてビートルズの自主制作映画『マジカル・ミステリー・ツアー』に出演する。8月、次男ジェイソン・スターキーが誕生した。12月、映画『キャンディ』に出演。
1968年、アルバム『ザ・ビートルズ』の制作中、これまで常に他の3人に予定を合わせて作業に参加していた彼が初めて作業半ばで離脱した。「バック・イン・ザ・U.S.S.R.」のレコーディングで、作者のマッカートニーがベーシストであるにもかかわらず自分のドラミングを批判して指導することに激怒。彼はスタジオを出て、家族を連れて俳優のピーター・セラーズから貸与されたプレジャーボートに乗りサルデーニャ島沖で休暇を過ごした。船長とのタコについての会話は、スターがアルバム『アビイ・ロード』に提供した楽曲「オクトパス・ガーデン」に影響を与えた。2週間後にスタジオに戻った彼を、ハリスンが花で装飾したドラムを準備して歓迎した。同アルバムには1964年に制作した「ドント・パス・ミー・バイ」が収録された。

#### ビートルズへのドラミング以外の貢献
ビートルズが1962年から1970年に公式発表した213曲とされる楽曲のうち、スターがリチャード・スターキー名義で作曲家としてクレジットされているものは「ドント・パス・ミー・バイ」「オクトパス・ガーデン」「フライング」「ディグ・イット」「消えた恋」の5曲で、そのうち彼の単独名義の楽曲は「ドント・パス・ミー・バイ」と「オクトパス・ガーデン」の2曲である。大半の楽曲を制作したレノン=マッカートニーに比べると曲作りへの貢献は少ない。一方、彼がリード・ボーカルを担当した曲は十数曲に及ぶ。また「ハニー・ドント」や「アクト・ナチュラリー」など、幼少期から好んでいたカントリー・ミュージックのカバーも行っている。
「僕の曲はアルバムに最低でも1曲入っていればOK、人気投票では3人に全く敵わないけど、“2番目に好きなメンバーを選ぶ投票”だったら、きっと1番になれる」などの発言から窺えるように、メンバーの中で最も穏やか、かつ人格者であったことでも知られる。
レノン=マッカートニーの楽曲には「A Hard Day's Night」、「Eight Days A Week」、「Tomorrow Never Knows」など、彼が口にした言葉を曲名にしたといわれるものが多々ある。これらは文法としては誤りである。レノンは彼の言語感覚を“Ringo-ism（リンゴ語）”と呼び、「リンゴはときどき、ちょっと面白い言い間違いをするんだ。文法の間違いだとかいうようなのじゃない、ジョークっぽいやつ。これが結構いいネタになるのさ」と発言している。

### ビートルズ解散後の活動

#### 1970年代
マッカートニーがビートルズ脱退を表明する直前だった1970年3月、1950年代のスタンダード・ナンバーを集めた初のソロ・アルバム『センチメンタル・ジャーニー』を発表。これを機にソロ・ミュージシャンとしての活動を開始した。同年12月には幼少期から好んでいたカントリー・ミュージックを取り上げた2枚目のアルバム『カントリー・アルバム』を発売したが、商業的には成功しなかった。一方、自作「明日への願い」（イット・ドント・カム・イージー）と「バック・オフ・ブーガルー」のシングルはヒット・チャートを賑わし、ハリスンとの共作「想い出のフォトグラフ」とジョニー・バーネットの曲のカバー「ユア・シックスティーン」は全米チャートで1位を記録した。1974年、プラターズの1950年代の大ヒット曲「オンリー・ユー」のカバー、日本では「オー・マイ・マイ」がヒット。1975年にはアメリカで「ノー・ノー・ソング」がヒットした。
シングルの成功に牽引される形で、アルバムも遂に成功を収めた。ビートルズの解散後、4人が初めて同じレコードの中で名を連ねた1973年発表の3枚目のアルバム『リンゴ』は、全米2位に到達した。ジョン・レノン、エルトン・ジョン、ニルソンなど豪華な顔ぶれが楽曲を提供して録音に参加した次作の『グッドナイト・ウィーン』（1974年）も、前作同様に大ヒットした。
1971年8月、ハリスンがラビ・シャンカルと共同で主催した『バングラデシュ難民救済コンサート』にバンドのメンバーとして出演してジム・ケルトナーと2人でドラムを担当したほか、ドラムを叩きながら「明日への願い」を歌い、ボブ・ディランのバックでタンバリンを叩いた。1972年、人気絶頂だったT・レックスのドキュメンタリー映画『ボーン・トゥ・ブギー』の監督を務め、彼等のアルバム『ザ・スライダー』のジャケット写真を撮影した。また同年、ロンドン交響楽団とイギリス室内合唱団が制作したロック・オペラ『トミー』に独唱者として客演した。
1976年、ビートルズ時代にEMIと結んだ10年契約が失効したことを機にEMI/アップルを離れ、アトランティック・レコードに移籍。この頃から、それまで好調だったソロ活動に翳りが見え始める。76年に「ロックは恋の特効薬」を発表した。当時彼はリング・オー・レコードを設立し、プロデューサーにアリフ・マーディン、作曲家にヴィンセント・ポンシア・ジュニアなどを迎え、極めてファンキーなサウンド作りに徹していた。しかし、そういった路線をより具体的に打ち出した1977年のアルバム『ウイングズ～リンゴIV』は、ビルボードのアルバムチャートで100位圏外という結果に終わってしまう。この作品の売上不振を原因に、彼はアトランティックから契約を打ち切られている。私生活でも1976年に妻モーリーンと離婚し、腸の病気を患って一時危篤状態に陥ったり、ロサンゼルスにある自宅が火事で全焼したり、資金難に陥るなど、1970年代後半は多難な時期となった。

#### 1980年代
スターは主演映画『おかしなおかしな石器人』（1981年公開）で共演した女優のバーバラ・バックと恋に落ちた。1980年12月、ニューヨークでレノンが殺害されるという衝撃的な事件が起こり、彼は直ちにバックを連れてオノ・ヨーコを訪ねてレノンの死を悼んだ。1981年にバックと再婚する。
1980年代には『バラの香りを』（1981年）と『オールド・ウェイヴ』（1983年）の2枚のオリジナルアルバムを発表したが、シングル・カットされて全米トップ40ヒットとなった「ラック・マイ・ブレイン」以外はヒットには至らなかった。ジョー・ウォルシュをプロデューサーに迎えて制作された1983年発表の『オールド・ウェイブ』に至っては、本国やアメリカでは発売さえされなかった。1980年代の彼は私生活でもとても退廃的な体たらくだったようで、マッカートニーやハリスンのアルバムや、チャリティ・コンサートなどに参加する活動が中心だった。1980年代後半はアルコール依存症にも悩まされていた。
1989年にアルコール依存症患者の更生施設での治療に成功し、活動を再開する。ブルース・スプリングスティーンのバックバンドであるEストリート・バンドや、イーグルスの元メンバーなどを集めたリンゴ・スター&ヒズ・オールスター・バンドを結成し、ビートルズ解散後初の本格的な世界ツアーに出る。その年の秋には日本公演も実現、マッカートニーとハリスンに先んじて日本武道館公演も行った。

#### 1990年代
1992年に久々のアルバム『タイム・テイクス・タイム』を発表してからは、その活動はますます精力的なものとなり、1995年にはオールスター・バンドを従えて再び訪日した。この際の武道館公演は、『ヴォリューム・ワン』というタイトルのCDとなって、アメリカの「ブロックバスター」から通販限定で販売されている。
1998年には、キャロル・キングやエアロスミスなどを手がけたことで知られるマーク・ハドソンを、作曲パートナーと共同プロデューサーに迎えて制作されたオリジナル・アルバム『ヴァーティカル・マン～リンゴズ・リターン』を発表。マッカートニー、ハリスン、ブライアン・ウィルソン、アラニス・モリセットなどとともに制作されたこのアルバムは、彼にとって実に22年ぶりとなる全米アルバムチャートのトップ100入りを果たした。その後はハドソンをパートナーとして、精力的に創作活動に臨み、数枚のアルバムを発表している。数年間隔でオールスター・バンドのツアーもこなし、着実な活動を続けている。

#### 2000年代
2008年には、メンバー中唯一サインに応じる元ビートルズとしての生活に嫌気が差したとし、「10月20日以降はどんなものであってもサインしない、ファンレターも読む暇がないのでゴミ箱行きになるから送らないでほしい」と声明を出した。報道によれば、ファンレターへの返事として送ったサインを転売する者に対する憤激であるとも言われている。

#### 2010年代

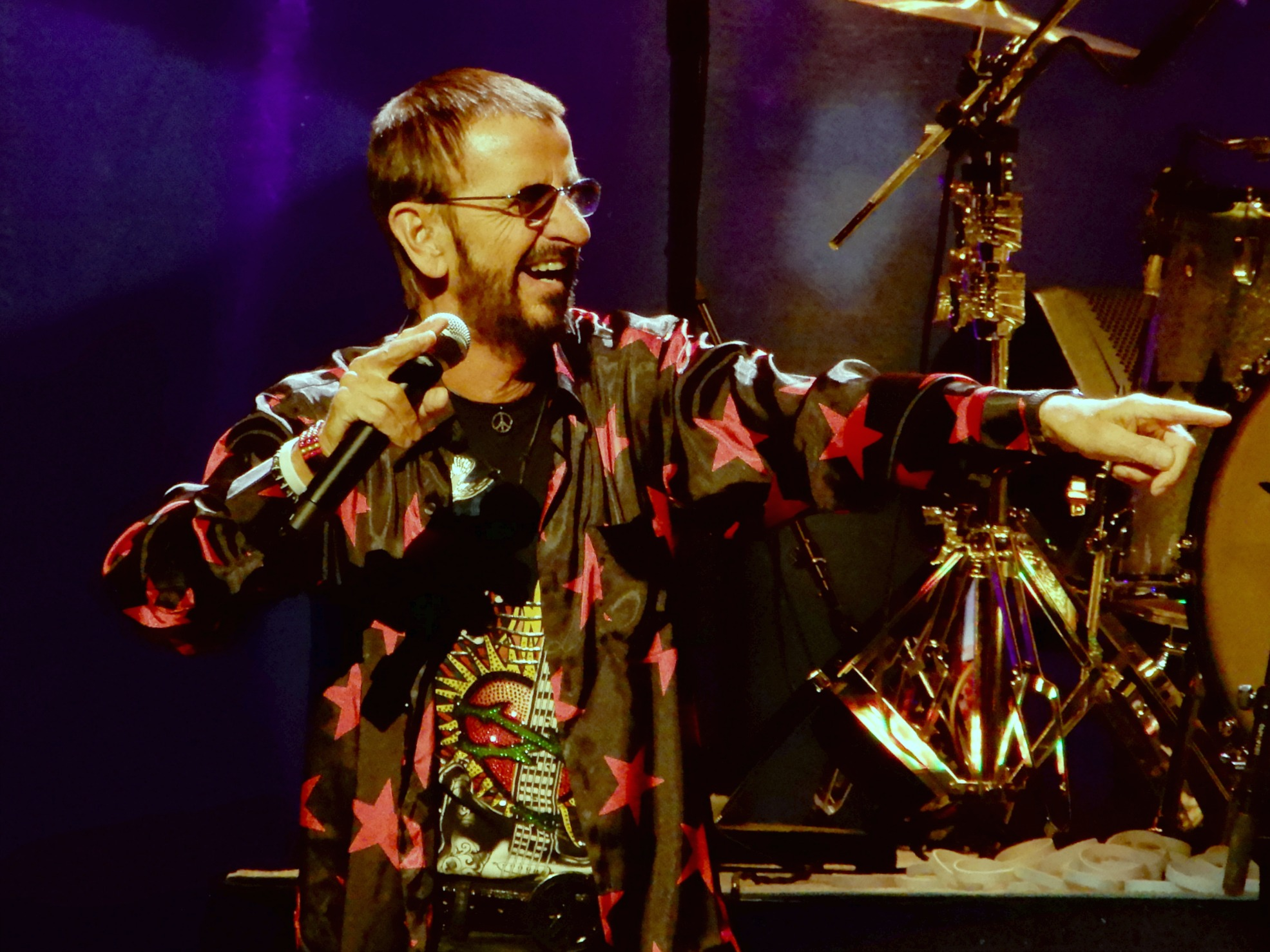
ビーコン・シアターにて（2017年）

2011年頃には、ギターを弾いている場面がよく見られる。「サマーツアー・イン・ヨーロッパ」のムービーでは青いフォークギターを弾いている。その他にスターのホームページでエレキギターやピアノを弾いているところを見ることができる。
2013年、「リンゴ・スター&ヒズ・オールスター・バンド」として三度目の日本公演を行った。
2014年にはビートルズのアメリカ進出50周年を記念し、グラミー賞授賞式でマッカートニーと共演する。そして翌1月27日、ビートルズ訪米50周年トリビュートコンサート"The Night That Changed America: A GRAMMY Salute To The Beatles"が開催。はマッカートニーと共に「ウィズ・ア・リトル・ヘルプ・フロム・マイ・フレンズ」と「ヘイ・ジュード」を披露して会場を熱狂させた。
2015年にロックの殿堂入り。これをもってビートルズのメンバー全員が殿堂入りを果たしたことになる。2016年、「リンゴ・スター&ヒズ・オールスター・バンド」として四度目の日本公演を行った。
2018年3月20日、音楽界への貢献やエイズ研究などへの支援が評価され、ナイトの爵位が授与される。
2019年、「リンゴ・スター&ヒズ・オールスター・バンド」として五度目の日本公演を行った。

#### 2020年代
2022年6月には音楽界での長年の功績が評価され、バークリー音楽大学から名誉学位を授与された。
2025年１月、カントリーアルバム『ルック・アップ』を発売。T・ボーン・バーネットがプロデュースと楽曲の共同作曲を担当、2024年にナッシュヴィルとロサンゼルスで録音した11のオリジナル曲を収録している。アリソン・クラウス、モリー・タトル、ビリー・ストリングス、ラーキン・ポーなど、ナッシュヴィルで最も勢いのある精鋭たちを起用し、リンゴはすべての曲でヴォーカルとドラムを担当した。

## ディスコグラフィ
（チャート；英：ミュージックウィーク/米：ビルボード）
オリジナル・アルバム
- 『センチメンタル・ジャーニー』 - Sentimental Journey（1970年）（英7/米22）
- 『カントリー・アルバム』 - Beaucoups of Blues（1970年）（米65）
- 『リンゴ』 - Ringo（1973年）（英7/米2）
- 『グッドナイト・ウィーン』 - Goodnight Vienna（1974年）（英30/米8）
- 『リンゴズ・ロートグラヴィア』 - Ringo's Rotogravure（1976年）（米28）
- 『ウィングズ〜リンゴ IV』 - Ringo the 4th（1977年）（米162）
- 『バッド・ボーイ』 - Bad Boy（1978年）（米129）
- 『バラの香りを』 - Stop And Smell The Roses（1981年）（米98）
- 『オールド・ウェイヴ』 - Old Wave（1983年）
- 『タイム・テイクス・タイム』 - Time Takes Time（1992年）
- 『ヴァーティカル・マン〜リンゴズ・リターン』 - Vertical Man（1998年）（英85/米61）
- 『アイ・ウォナ・ビー・サンタ・クロース〜リンゴのクリスマス・アルバム』 - I Wanna Be Santa Claus（1999年）
- 『リンゴ・ラマ』 - Ringo Rama（2003年）（米113）
- 『チューズ・ラヴ』 - Choose Love（2005年）
- 『想い出のリヴァプール』 - Liverpool 8（2008年）（英91/米94）
- 『ワイ・ノット』 - Y Not（2010年）（米58）
- 『リンゴ2012』 - Ringo 2012（2012年）（米80）
- 『ポストカーズ・フロム・パラダイス』 - Postcards From Paradise（2015年）（米99）
- 『ギヴ・モア・ラヴ』 - Give More Love（2017年）（米128）
- 『ホワッツ・マイ・ネーム』 - What's My Name（2019年）（英99/米127）
- 『リワインド・フォーワード』 - Rewind Forward（2023年）
- 『クルキッド・ボーイ』 - Crooked Boy（2024年）
- 『ルック・アップ』- Look Up（2025年）

## リンゴ・スター&ヒズ・オールスター・バンド
リンゴは1989年以降現在に至るまで、不定期であるものの、数年間隔のハイペースで、大物ミュージシャンを多数集めた「オールスター・バンド」を結成し、活発にツアーを行っている。メンバーはツアーが行われるたびに流動的に変化しており、これまでにイーグルスのジョー・ウォルシュとティモシー・B・シュミット、Eストリート・バンドのクラレンス・クレモンズやニルス・ロフグレン、リチャード・マークス､トッド・ラングレン、ビリー・プレストン、シーラ・Eらが参加。ドラマーでオアシスやザ・フーの準メンバーとしても知られる長男ザック・スターキーも数度、参加している。1989年、1995年、2013年、2016年、2019年には日本公演が実現した。
歴代のオールスター・バンドのメンバー編成は次の通り。
| - 第1期（1989年） ビリー・プレストン、レヴォン・ヘルム、リック・ダンコ、ドクター・ジョン、ジョー・ウォルシュ、ジム・ケルトナー、ニルス・ロフグレン、クラレンス・クレモンズ - 第2期（1992年） ティム・キャペロ、デイヴ・エドモンズ、バートン・カミングス、ジョー・ウォルシュ、ティモシー・B・シュミット、ザック・スターキー、ニルス・ロフグレン、トッド・ラングレン - 第3期（1995年） ビリー・プレストン、フェリックス・キャヴァリエ、ジョン・エントウィッスル、マーク・ファーナー、マーク・リベラ、ランディー・バックマン、ザック・スターキー - 第4期（1997年 - 1998年） ゲイリー・ブルッカー、ジャック・ブルース、ピーター・フランプトン、サイモン・カーク、マーク・リベラ、スコット・ゴードン - 第5期（1999年） ゲイリー・ブルッカー、トッド・ラングレン、ティム・キャペロ、ジャック・ブルース、サイモン・カーク、ジョー・ウォルシュ（リハーサルのみ参加） - 第6期（2000年） ジャック・ブルース、エリック・カルメン、デイヴ・エドモンズ、マーク・リベラ、サイモン・カーク - 第7期（2001年） イアン・ハンター、グレッグ・レイク、シーラ・E、ハワード・ジョーンズ、ロジャー・ホジソン、マーク・リベラ - 第8期（2003年） コリン・ヘイ、ジョン・ウェイト、ポール・キャラック、シーラ・E、マーク・リベラ | - 第9期（2006年） ロッド・アージェント、リチャード・マークス、ヘイミッシュ・スチュアート、ビリー・スクワイア、マーク・リベラ、シーラ・E、エドガー・ウィンター - 第10期（2008年） ビリー・スクワイア、コリン・ヘイ、エドガー・ウィンター、ゲイリー・ライト、ヘイミッシュ・スチュアート、グレッグ・ビソネット - 第11期（2010年–2011年） ワリー・パルマー、リック・デリンジャー、エドガー・ウィンター、リチャード・ペイジ、グレッグ・ビソネット - 第12期（2012年–2017年） トッド・ラングレン、スティーヴ・ルカサー、リチャード・ペイジ、グレッグ・ローリー、マーク・リベラorウォーレン・ハム、グレッグ・ビソネット - 第13期（2018年） スティーヴ・ルカサー、コリン・ヘイ、グレッグ・ローリー、グレアム・グールドマン、グレッグ・ビソネット、ウォーレン・ハム - 第14期（2019年） スティーヴ・ルカサー、コリン・ヘイ、グレッグ・ローリー、ヘイミッシュ・スチュアート、グレッグ・ビソネット、ウォーレン・ハム - 第15期（2022年） スティーヴ・ルカサー、コリン・ヘイ、エドガー・ウィンター、ヘイミッシュ・スチュアート、グレッグ・ビソネット、ウォーレン・ハム - 第16期（2023年） スティーヴ・ルカサー、コリン・ヘイ、エドガー・ウィンター、ヘイミッシュ・スチュアート、グレッグ・ビソネット、ウォーレン・ハム |

### ディスコグラフィ

#### ライブ・アルバム
- 『リンゴ・スター&ヒズ・オールスター・バンド』 - Ringo Starr and His All-Starr Band（1990年）
- 『ライヴ・フロム・モントルー』- Ringo Starr and His All Starr Band Volume 2: Live from Montreux（1993年）
- Ringo Starr and His Third All-Starr Band Volume 1（日本未発売の通販限定作品、1997年）※1995年の日本武道館公演収録
- King Biscuit Flower Hour Presents Ringo & His New All-Starr Band（日本未発売、2003年）
- Extended Versions（日本未発売、2003年）
- 『ツアー2003』 - Tour 2003（2004年）
- Ringo Starr and Friends（日本未発売、2006年）
- 『リンゴ・スター&ヒズ・オール・スター・バンド・ライヴ 2006』 - Ringo Starr & His All Starr Band Live 2006（2008年）
- 『ライヴ・アット・ザ・グリーク・シアター2008』 - Live at the Greek Theatre 2008（2010年）
- Live at the Greek Theatre 2019（2022年）

#### コンピレーション・アルバム
- 『アンソロジー・ソー・ファー』 - The Anthology...So Far（2001年）※1989年から2000年までのライブ・ベスト盤

## 主な使用楽器
エイジャックス・ドラムセット（Ajax Drumset）ブラック・ダイアモンド・パール色（Black Diamond Pearl Color）（1台目）
1958年4月27日に購入した生涯初の本格ドラムセットでスキッフルバンドやロリー・ストーム&ザ・ハリケーンズ時代に使用。シングルヘッドタム仕様の安いモデルだった。(約2年間使用した。)

プレミア・ドラムセット（Premier Drumset）マホガニー・デュロプラスチック色（Mahogany Duroplastic Color）（2台目）
ロリー・ストーム&ザ・ハリケーンズ時代からビートルズ初期にかけて使用していた茶色の2台目のドラムセットで約3年間使用した。

1960年7～9月頃に購入した物でカラーもヘッドの質も音も悪かったとの声もある。
最初バスドラムのフロント側に装着するヘッドにはPremierロゴの下に“Ringo Starr”と文字を入れていた。その後、1963年2月に無地のフロントヘッドにかぶと虫の角を模した「The Beatles」のロゴが描かれた物に変更した。

セット装着のヘッドは主にプレミア（premier）社のエバープレイ（everplay）ヘッドである。

なお同色のボンゴも所有していた。

このセットは1963年5月、ラディック製ドラムの購入のため（シンバル類とシンバルスタンド2本だけ残して）ドラム・シティ楽器店下取りに出した。
- バスドラム：20×14インチ（購入後しばらくしてタムホルダーをロジャースのスイボマチックタイプに交換する。）
- フロアタム：16×16インチ
- タムタム：12×8インチ
- スネアドラム：14×4インチ（ロイヤルエースモデル）
- シンバル：20・18・14?インチ。セット購入時の物でプレミアの“スーパー・ジン”シンバル（Premier Super Zyn）。海外サイトによると20インチは独特な大きなカップの形状からパイステのスタンブル(Paiste STAMBUL)かエイジャックス（AJAX）の可能性が大きい模様。
- スタンド類：セット購入時についていた物（プレミア製）

ラディック・ドラムセット・ダウンビート型（Ludwig Drumset Downbeat Type）オイスター・ブラック・パール色（Oyster Black Pearl Color）（3台目、4台目）
ビートルズ初期に使用した3台目～4台目のドラムセットで主に表舞台では使用期間が短く3台目が約1年間使用、4台目は5台目の大きいサイズを購入したため4か月しか使用しなかった。

3台目は1963年4～5月にイギリスのドラム・シティ楽器店にて購入。その際店長よりパイステシンバルをリンゴに提供した模様。5月12日（日）バーミンガムにあるアルファ・テレビ・スタジオで受け取り初使用する。1964年1月にバスドラムのフロントヘッドのLudwigロゴがほとんど剥がれて無くなっていたためヘッド自体は交換せずludwigのロゴのみ書き直す。4台目は購入1か月後にタムホルダーを変更したがこの3台目は純正レールマウントのまま今日に至っている模様。そしてこの3台目セットはリンゴ・スター本人が2015年12月3～5日にアメリカ・ビバリーヒルズで開催されたジュリアンズ・オークションズに出品し211万米ドル約2億6千万円で売却された。なおジャズフェスティバルスネアも同じく7万5千米ドルで売却する。

4台目は1964年2月にアメリカ・マンハッタンのマニーズ楽器店で同じサイズの物を購入。その際シンバルも（Aジルジャンの20インチを含む）何枚か購入する。3月初めにロジャースのスイボマチックタムホルダーに交換する

特に製品としてセットされた組み合わせではなく、店の在庫を組み合わせたか、ラディック・スーパー・クラシック（Ludwig Super Classic）とラディック・ダウンビート（Ludwig Downbeat）を組み合わせたオリジナルセットの模様。

「THE BEATLES」と書かれたドロップTロゴは、ドラム・シティ楽器店のオーナーのアイヴォー・アービターが考えたアイディを元に、同店のドラムヘッドに文字入れを行っている看板職人エディ・ストークスの手で書かれたもので、同店はライセンスは取っていなかった。
ロゴはバスドラムのフロント側に装着するレモ（REMO）社の20インチのウェザー・キング（Weather King）ヘッドに書かれていた。
バスドラム以外のヘッドはラディック（Ludwig）社のウェザー・マスター（Weather Master）ヘッドが付けられていた。
- バスドラム：20×14インチ（ドロップTロゴ入りヘッドを装着）（4台目に関して当初は純正レールマウントで使用していたが1964年3月初めにロジャースのスイボマチックタムホルダーに変更して使用した。その後の購入セットはすべてこのタムホルダー仕様にして使用した。）
- フロアタム：14×14インチ
- タムタム：12×8インチ
- スネアドラム：14×5.5インチ　ウッド・タイプ
- シンバル：20・18・15インチ。海外サイトによると20は最初プレミアセット時代のカップの大きいPaiste STAMBULかAJAXあたりのシンバルを使用していて1963年11月初めにカップがなだらかなZynシンバル（シズル4個付）に変更した模様。18は最初はZynで途中でジルジャンに変更。
- スタンド類：セットと一緒に購入した物（ラディック製）当時のセットの写真を見るとプレミア製とラディック製のシンバルスタンドを交互に使っている。

ラディック・ドラムセット・スーパークラシック型（Ludwig Drumset Super Classic Type）オイスター・ブラック・パール色（Oyster Black Pearl Color）（5台目、6台目）
ビートルズ初期から後期にかけて使用した5台目～6台目のドラムセットで5台目は歴代使用のドラムセットの中では一番長い約4年間使用、6台目は約3年間使用した。

5台目は1964年5月にイギリスのドラム・シティ楽器店で購入した物で5月31日ロンドンのプリンス・オブ・ウェールズ・シアターで引き渡された。

6台目は1965年8月に同じサイズの物を購入。

ロゴはバスドラムのフロント側に装着するレモ（REMO）社の22インチのウェザー・キング（Weather King）ヘッドに書かれていた。
バスドラム以外のヘッドはラディック（Ludwig）社のウェザー・マスター（Weather Master）ヘッドが付けられていた。
「ヘイ・ジュード」ではタム、フロアタムに毛布をすっぽり被せ、響きを極限まで抑える独特のサウンドを生み出した。
- バスドラム：22×14（ドロップTロゴ入りヘッドを装着）
- フロアタム：16×16インチ
- タムタム：13×9インチ
- スネアドラム：14×5.5インチ　ジャズ・フェスティバル（Jazz Festival）
- シンバル：20・18・15インチ。海外サイトによると20は最初Zynシンバル（シズル4個付）使用ののち1964年7月あたりにジルジャンに変え末期にはパイステに変更した模様（当時の写真から各社のカップの形状の違いで判断）。18は最初ジルジャンでその後は不明。
- スタンド類：ラディック製

ラディック・ドラムセット・ハリウッド型（Ludwig Drumset Hollywood Type）ナチュラル・メイプル色（Natural Maple Color）（7台目）
ビートルズ末期に使用したナチュラルカラーの7台目ドラムセットで約1年使用しビートルズ解散後も時々使用した。

7台目は1968年後半に購入したセットでタムが2個にシンバルが3枚と各々数的にグレードアップしている。

「ゲット・バック・セッション」ではバスドラムのフロントヘッドは付けずに毛布を入れている。フロアタムにも布が被せられているほか、ハイハットタンバリンを装着している。
- バスドラム：22×14インチ
- フロアタム：16×16インチ
- タムタム：13×9＆12×8インチ　タムホルダーを使用せず、ダブルタム・スタンドを用いていた。
- スネアドラム：14×5.5インチ　ジャズ・フェスティバル（Jazz Festival）
- シンバル：20・18・16・15インチ。ジルジャン製かパイステ製
- スタンド類：ラディック製

ドラムスティック
ビートルズ時代はドラム・シティ楽器店より供給されていた。材質は不明だが、現在でもドラムスティックの材質として一般的なヒッコリーかオーク材が使われていたと思われる。
サインや「Ringo ☆」と刻印されたシグネイチャーモデルのスティックも発売されている。
タンバリン
「ラヴ・ミー・ドゥ」レコーディングの際には、セッションドラマー（アンディ・ホワイト）に出番を奪われてしまったため、タンバリンを叩いているバージョンがアルバムでは採用された。
映画『ヘルプ!4人はアイドル』で「悲しみはぶっとばせ」でもタンバリンを叩いている。
ボンゴ、マラカス、クラベス
アルバム『ビートルズがやって来るヤァ!ヤァ!ヤァ! 』で使用。
ティンパニ
「エヴリー・リトル・シング」「ストロベリー・フィールズ・フォーエバー」で使用。

## 俳優として
スターは多くの映画に俳優として出演するなど、音楽以外の面でも才能を発揮している。ドキュメンタリー映画『レット・イット・ビー』を除くすべてのビートルズの映画作品（『ビートルズがやって来る ヤァ!ヤァ!ヤァ!』、『ヘルプ!4人はアイドル』、テレビ映画『マジカル・ミステリー・ツアー』、アニメ『イエロー・サブマリン』）において、スターは主役またはストーリーの中心的な存在となっている。ビートルズのフロントマンであるレノンやマッカートニーも、これらの映画作品の中ではスターを引き立てる脇役に徹している。他のメンバーと違って作曲家としての才能に自信がなかったこともあって、ビートルズ後期になると彼はより映画の仕事に重点を置くようになり、ピーター・セラーズとの共演作『マジック・クリスチャン』や『キャンディ』などに出演した。
映画『おかしなおかしな石器人』での共演をきっかけに結婚した現在の妻バーバラ・バックも、かつては映画『007』などに出演していた女優である。1980年代にはマッカートニー、ハリスンとそれぞれスクリーン上で共演した。1982年にはゴドレイ&クレームが監督を務めた短編映画『ザ・クーラー』に妻と共に出演し、映画を制作したマッカートニー夫妻と共演した。マッカートニーによる1984年公開の映画『ヤァ!ブロード・ストリート』でも、彼はサントラへの参加のみならず、俳優として演技していた。ハリスンとは1985年公開の映画『レゲエdeゲリラ』で競演。エリック・クラプトンをはじめとする豪華なミュージシャンたちと、揃って演奏するシーンに出演していた。
スターは1984年よりイギリスで放映が開始された子ども向けTVシリーズ『きかんしゃトーマス』のナレーターに抜擢され、作者ウィルバート・オードリーの自宅を訪問するなど番組との良好な関係を構築した。更に1989年からは同作をコーナードラマとして放映する為に米国PBSが製作した子ども向け番組『シャイニング・タイム・ステーション』にミスター・コンダクターという実写の役でレギュラー出演する。しかし前述のリンゴ・スター&ヒズ・オールスター・バンドとしての活動に専念するため、『きかんしゃトーマス』のナレーターは1986年放映の第2シリーズまで、『シャイニング・タイム・ステーション』の出演は1990年までで降板した。その後2009年にBBCが製作したチャリティーシングル「Children in Need Medley」ではトーマス役で出演している。
その他、1991年放映のアニメ『ザ・シンプソンズ』第2シーズン第18話「マージは芸術家」では本人役で出演し、2014年放映の3DCGアニメーション『パワーパフガールズ：ダンスパンツにご用心!』ではフィボナッチ・スパンコールという役で出演した。

### 主要な出演映像作品
| - 『ビートルズ/ハード・デイズ・ナイト』（1964年） - 『ビートルズ/ヘルプ!』（1965年） - 『ビートルズ/マジカル・ミステリー・ツアー』（1967年） - 『キャンディ』（1968年） - 『マジック・クリスチャン』（1969年） - 『ビートルズ/レット・イット・ビー』（1970年） - 『盲目ガンマン』（1971年） - 『バングラデシュのコンサート』（1971年） - 『フランク・ザッパの200モーテルズ』（1971年）※日本未公開 - 『ドラキュラ二世』（1974年）※日本未公開 - 『マイウェイ・マイ・ラブ』（1974年） - 『リストマニア』（1975年）※日本未公開 | - 『ラスト・ワルツ』（1978年） - 『キッズ・アー・オールライト』（1979年）※日本未公開 - 『おかしなおかしな石器人』（1981年） - 『ヤァ!ブロード・ストリート』（1984年） - 『きかんしゃトーマス』（1984年 - 1986年）※ナレーション - 『レゲエdeゲリラ』（1985年） - 『シャイニング・タイム・ステーション』（1989年 - 1990年） - 『ザ・ビートルズ・アンソロジー』（1995年 - 1996年） - 『コンサート・フォー・ジョージ』（2002年） - 『ジョージ・ハリスン/リヴィング・イン・ザ・マテリアル・ワールド』（2011年） - 『愛しのフリーダ』（2013年） |

## CM出演
スターはいくつかの日本のテレビCMに出演した。CMキャラクターとして出演した元ビートルズのメンバーはスターだけである。
- レナウン『シンプルライフ』（1976～1977年）
- アサヒビール『シュウェップス』[23]（1984～1985年）
- 宝酒造『すりおろしりんご』（1996年）
- スケッチャーズジャパン『リラックス・フィット』[24][25]（2015年）